# Кућа у Ул. Јована Курсуле бр. 10 у Ћуприји
Кућа у Ул. Јована Курсуле бр. 10 у Ћуприји изграђена је пред крај треће деценије XX века. Заштићена је као споменик културе од 2001. године.

## Положај и изглед
Кућа је саграђена по налогу др Живојина Поповића, тадашњег лекара, управника ћупријске болнице и народног посланика. Пројектована је од стране грађевинског инжењера Григорија Вукићевића из Београда.
Као стамбена зграда, користи се од 5. априла 1961. године. Те године, Живојин је кућу предао Електродистибуцији ради обављања различитих административних послова.
У основи, зграда је правоугаоног облика. Чине је спрат, приземље и сутерен. Саграђена је од опеке, армираног бетона и камена. Фасада је подељена у три зоне. Најнижа је изграђена од блокова вештачког камена. Између друге и треће зоне налази се венац плитких слепих аркада.
Прозори су различито обликовани и асиметрично постављени. Са обе стране, фланкирају их мали полупиластри са стилизованим коритским елементима у стилобату и капителу, на које се ослањају лукови слепих аркада. У нивоу високог приземља прозори су лако уочљиви због својих богатих украса урађених рељефном пластиком.
У последњој зони, прозори су скромни, без икаквих украса. Слободни делови фасаде испуњени су правоугаоницима од малтера. Ово поље се завршава фризом и кровним венцем изнад кога се налази атика која заклања кров.
Распоред просторија унутар зграде је карактеристичан за период настанка објекта. Собе које се налазе близу улаза су простране, светле и са високим плафонима. У средишту спрата налази се велики хол из кога се улази у мање собе.
Зграда је настала као мешавина стилова попут неокласицизма и романтизма из XIX века. Неокласицизам се примећује у деловима грађевине као што су фриз, атика, пиластри, а романтизам када су у питању национална обележја, елементи.